# Assedio di Siracusa (311 a.C.)
L'assedio di Siracusa dal 311 al 309 a.C. vide contrapposti i cartaginesi e siracusani che cercavano di difendere la propria polis. L'assedio di Siracusa seguì alla battaglia del monte Ecnomo del 310 a.C.; in questa battaglia i cartaginesi sotto il comando di Amilcare, figlio di Gisgo, sconfissero il tiranno di Siracusa Agatocle. Agatocle dovette ritirarsi a Siracusa perdendo anche il controllo delle altre polis di Sicilia, che passarono dalla parte cartaginese.
Quando Amilcare assediò Siracusa e bloccò il suo porto, Agatocle non si confrontò con lui in campo. Invece, scelse l'audace e alquanto pericolosa scelta di invadere la Libia, la madrepatria dei cartaginesi. Egli riuscì a fuggire dall'assedio navale e ad avere alcuni successi nella sua spedizione in Libia. Amilcare dovette inviare una parte del suo esercito indietro a Cartagine per dar man forte alla Libia. Nel 310 a.C. un primo assalto alle mura di Siracusa fallì.
Nel 309 a.C. Amilcare attaccò nuovamente coperto dalla notte per avere con sé l'elemento sorpresa. Il suo anticipo creò scompiglio sulle mura e i cartaginesi furono a loro volta sorpresi dal contrattacco dei siracusani. Anche pensando che i cartaginesi erano in netta superiorità numerica rispetto ai siracusani, l'elemento sorpresa, il buio della notte e il luogo fecero scappare l'esercito cartaginese. Amilcare fu catturato e ucciso dai siracusani. L'assedio navale cessò nel 307 a.C. dallo stesso Agatocle, quando era temporaneamente ritornato a Siracusa.

## Preludio
Gli eserciti di Amilcare e Agatocle si scontrarono nella battaglia del monte Ecnomo. Agatocle patì la disastrosa sconfitta perché una parte del suo esercito fu ucciso o fatto prigioniero dai cartaginesi. Raccolse i sopravvissuti, incendiò il suo campo e si ritirò a Gela. Qui rimase per un po' di tempo per distogliere l'esercito cartaginese da Siracusa. Questo permise ai siracusani di svolgere la vendemmia. In primo luogo Amilcare assediò Gela ma rinunciò alla conquista quando scoprì che Agatocle possedeva molte scorte di cibo e soldati sufficiente alla difesa della città. Egli, successivamente, visitò le città e le roccheforti che stavano ancora sperando in una vittoria di Agatocle. Visto che non disprezzavano Agatocle, abbandonarono i cartaginesi e gli si affiancarono.
Dato che l'assedio di Gela fu scongiurato, Agatocle fuggì a Siracusa col resto del suo esercito. Fornì il raccolto di grano alla città e riparò delle sezioni delle mura. Perse il controllo nel resto della Sicilia, mentre Cartagine si rese superiore in terra e in mare. Contro la sorte, Agatocle decise di combattere contro l'esercito cartaginese in Sicilia. In segreto perseguì i suoi scopi preparando l'invasione della Libia, il cuore dei territori sotto il dominio cartaginese. Così facendo volle sviare le ambizioni cartaginesi da Siracusa. In Libia incitò gli alleati di Cartagine alla rivolta e saccheggiare il ricco territorio di Cartagine. Inoltre, il suo esperto esercito avrebbe voluto porre un limite alle forze cartaginesi là, che non erano così agguerrite come le loro forze in Sicilia.

## L'assedio
Agatocle nominò suo fratello Antandro come capo di Siracusa e gli lasciò un'adeguata guarnigione per difendere la città. Per prevenire l'eventualità di una rivolta durante la spedizione in Libia, separò le famiglie in modo che una parte sarebbe venuta con lui in Libia e l'altra sarebbe rimasta in città. Anche se coloro che rimasero disprezzarono Agatocle, non erano inclinati a ribellarsi per proteggere i loro parenti che erano con Agatocle.
Dato che aveva bisogno di soldi per la sua spedizione, prese le proprietà degli orfani, se ne fece prestare dai mercanti, sottrasse le dediche dai templi e le gioie delle donne. Invitò i cittadini facoltosi, i più grandi suoi oppositori, per lasciare volontariamente la città. Acconsentendo alla sua richiesta, mandò mercenari a ucciderli. Rubò le loro proprietà e liberò i loro schiavi, che si erano schierati a servizio militare. In questo modo raccolse una grande quantità di ricchezze.

### La partenza di Agatocle

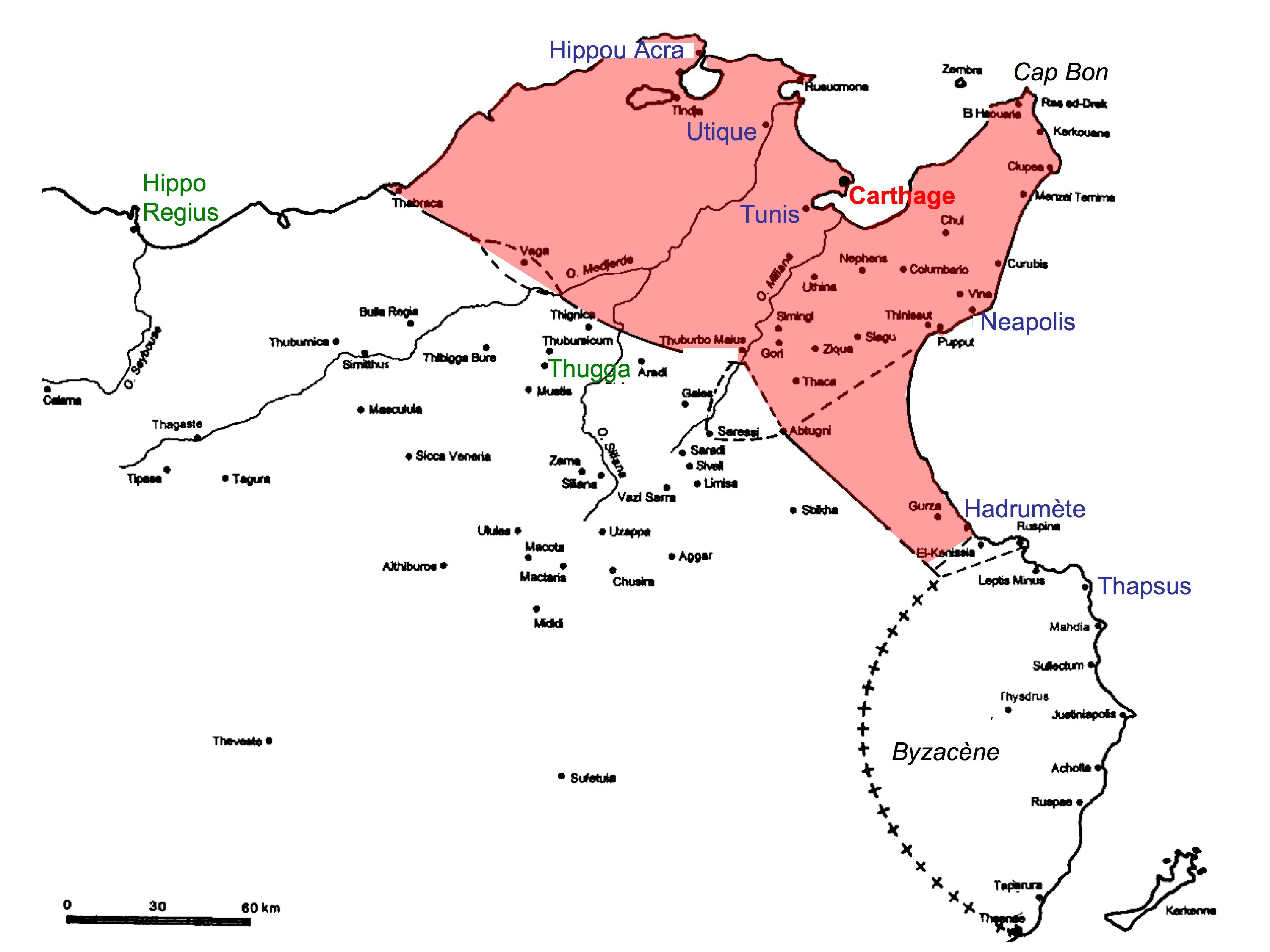
L'espansione di Agatocle in Africa: le città di colore blu sono quelle conquistate dai siracusani. Il colore rosso indica invece il territorio di Cartagine; l'esercito di Syrakousai fu il primo che osò attaccare la capitale punica sotto le sue stesse mura.

I cartaginesi stavano bloccando il porto di Siracusa con una flotta di triremi in grande inferiorità numerica rispetto alle sessanta triremi che aveva arruolato. Agatocle dovette aspettare una buona occasione per lasciare Siracusa. In questo frangente giunsero a Siracusa alcune navi che trasportavano grano. Quando la flotta cartaginese lasciò temporaneamente l'assedio per scacciare le navi, che apparivano nemiche, Agatocle lasciò uscire velocemente la sua flotta dal porto e partì.
I cartaginesi pensarono inizialmente che Agatocle volesse salvare le navi, così si voltarono in formazione per combattere anche con lui. Quando i cartaginesi si accorsero che la flotta stava scappando, essi procedettero a inseguirle. Nel frattempo le navi che trasportavano grano entrarono nel porto e diedero sollievo alla città, dove il cibo stava cominciando a scarseggiare.
La flotta greca stava quasi per essere superata dai cartaginesi, ma fu salvata dal sopraggiungere della notte, rendendo impossibile un'ulteriore ricerca. Un'eclissi solare che fu osservata il giorno successivo permette di stabilire la data della fuga, il 15 agosto del 310 a.C.

### Incertezza per la sorte di Agatocle a Siracusa
Quando Agatocle arrivò in Libia, bruciò la sua flotta per rimuovere qualsiasi mezzo di fuga per i suoi soldati. Inoltre, egli non ne voleva lasciare una parte a guardia e consentire ai cartaginesi di impossessarsene. Quando Agatocle lasciò la zona d'arrivo, i cartaginesi presero tra le navi bruciate solo i rostri di bronzo. Agatocle procedette distruggendo le città di Megalopoli e Tunisi, sconfiggendo i cartaginesi nella prima battaglia di Tunisi.
Dopo la loro sconfitta i cartaginesi inviarono messaggeri in Sicilia da Amilcare. Gli richiesero assistenza il più presto possibile e gli consegnarono i rostri di bronzo della navi greche. Amilcare inviò anche lui dei messaggeri diretti, però, a Siracusa coi rostri di bronzo. Egli presentò loro i bronzi come prova per convincere i siracusani che l'esercito di Agatocle era stato distrutto e per chiedere la loro resa. Molti cittadini credettero alla storia e fu offerta loro protezione da Amilcare. Egli, pensando che il morale dei siracusani fosse distrutto e che a loro mancassero uomini per difendere la città, preparò l'assedio a Siracusa.
Amilcare avrebbe offerto protezione ad Antandro e agli altri capi se la città avesse capitolato. Comunque Erimnione di Etolia, che era stato designato come secondo governatore dopo di lui da Agatocle, non fu d'accordo. Convinse gli uomini più eminenti ad aspettare fino a che ci saranno state più prove del destino di Agatocle. Nel frattempo, Agatocle aveva costruito due navi e le aveva inviate a Siracusa per portare notizie delle sue vittorie in Libia. Dato che si stavano avvicinando alla città, le navi cartaginesi le individuarono e le inseguirono. Le navi greche a mala pena riuscirono a fuggire ed entrare nel porto di Siracusa. Lì, gli abitanti della città compresi chi stava difendo le mura, si radunarono velocemente per ascoltare le notizie.

### Il primo assalto cartaginese respinto
Amilcare notò che le mura era in quel momento indifese, quando gli abitanti si affollarono nel porto, e sfruttò questo errore. Mandò le sue truppe più forti alle mura con grandi scale e scalarono le stesse mura senza essere notati. Quando stavano tutti occupando la sommità delle mura, le guardie greche in pattuglia li individuarono e li attaccarono. Alle guardie si erano velocemente uniti gli altri difensori che arrivarono prima dei rinforzi cartaginesi. I greci ottennero il sopravvento sugli attaccanti che si ritirarono. Amilcare fece ritirare il suo esercito dalle mura. Visto che non fu in grado di prendere Siracusa quel giorno. inviò 5000 soldati ad aiutare Cartagine in risposta alla richiesta dei messaggeri.

### Secondo assalto e contrattacco
A questo punto l'assedio si prolungò al 309 a.C. Amilcare da ora occupò l'area nei pressi di Olimpeion (a sud della città sulla strada verso il Porto Grande, vicino alla ai monti del fiume Anapo) e preparò un secondo assalto alle mura. Quando i siracusani ne vennero a conoscenza, inviarono 3000 fanti e 400 cavalieri al castello Eurialo che era una parte delle mura difensive. L'esercito cartaginese era più grande con 120 000 fanti e 5000 cavalieri. Le stime odierne lo riducono a non più di 36000 fanti e 4500 cavalieri.
I cartaginesi avanzarono e si avvicinarono alle mura di notte per evitare di essere visti. Amilcare, che era alla testa dell'esercito, era seguito dagli esuli di Dinocrate, che era al comando della cavalleria. La fanteria era divisa in due gruppi: uno composto dai cartaginesi e l'altro dai greci alleati di Cartagine. Erano seguiti dagli indisciplinati seguaci che desideravano approfittare di un eventuale bottino. Dato che le strade erano accidentate e strette, scoppiarono scontri tra i seguaci del campo e le truppe per il diritto di precedenza. Questa situazione creò disordini e confusione nelle file cartaginesi.
La caotica avanzata dei cartaginesi non poté non essere vista da i siracusani appostati al castello Eurialo. Essi uscirono dal nascondiglio e furono avvantaggiati dalla confusione tra i nemici, che furono attaccati dall'alto. A causa del buio della notte l'esercito cartaginese pensò che erano stati attaccati da un esercito più grande del loro. In scompiglio, in una posizione svantaggiosa e in terra sconosciuta, l'esercito cartaginese si ritirò. Dato che le strade erano strette, molti fanti furono calpestati dai cavalieri. Nel buio molti combatterono contro i propri amici perché si scambiavano tutti come nemici. Amilcare si gettò a terra per non essere visto, ma fu catturato dai siracusani che pensavano fosse un fuggitivo.

## Conseguenze

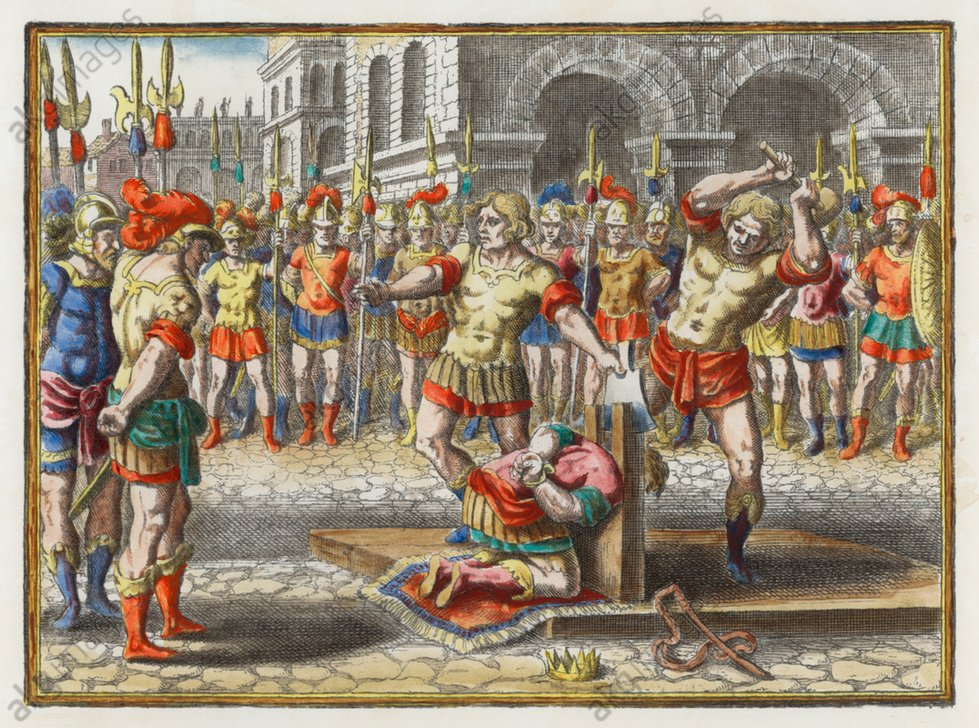
Il re di Cartagine Amilcare figlio di Gisgone viene decapitato a Siracusa (illustrazione di J. L. Gottfried e M. Merian, XVII secolo)

Il giorno successivo Amilcare marciò come premio del trionfo a Siracusa e fu successivamente ucciso dagli abitanti. La sua testa fu tagliata e spedita ad Agatocle in Libia per mostrare la vittoria della città. Senza Amilcare per tenere insieme l'esercito, gli alleati greci si separarono dai cartaginesi ed elessero Dinocrate come loro generale. Il comando dell'esercito cartaginese ai secondi capi di Amilcare.
La città di Agrigento che era una tra gli alleati greci di Cartagine, pensò che fosse il momento di prendere da sola il comando della Sicilia. Essa approfittò dell'indebolimento di Cartagine e Siracusa. Sotto il comando del loro generale Senodico, procedettero a liberare le città di Gela, Enna ed Erbesso dal controllo cartaginese e ridiede loro la propria autonomia. Anche se già nel 307 a.C., con la sconfitta degli acragantini da parte dei siracusani, ricomparve le ostilità tra i sicelioti.
Mentre l'esercito cartaginese fu sconfitto, la loro flotta stava ancora assediando il porto di Siracusa. La città soffriva anche di fame e l'assedio rendeva difficile reperire i viveri per gli abitanti. La flotta cartaginese fu definitivamente sconfitta nel 307 a.C., quando stava rientrando in Sicilia Agatocle.